# Gymnocerina
Gymnocerina is een kevergeslacht uit de familie van de boktorren (Cerambycidae). De wetenschappelijke naam van het geslacht werd voor het eerst geldig gepubliceerd in 1964 door Lane.

## Soorten
Gymnocerina is monotypisch en omvat slechts de volgende soort:
- Gymnocerina cratosomoides (Bates, 1862)